# Cephalaspis
Cephalaspis je vyhynulý rod mihule z řádu Cephalaspidiformes, který popsal Louis Agassiz roku 1843. Cephalaspis žil v období Devonu. Nálezy připisované rodu Cephalaspis pocházejí ze západní Evropy i Severní Ameriky, ne všechny jsou ale vždy uznávány, proto se počet druhů liší od zdroje ke zdroji. BioLib uvádí druhy pouze dva: Cephalaspis lyelii a Cephalaspis magnificans.
Cephalaspis měřil asi 20 až 30 cm, opancéřované hlava zabírala asi třetinu délky těla a byla stejně široká, jako dlouhá. Oči se nacházely blízko sebe. Ústa byla posazena na spodní straně hlavy, druh pravděpodobně ze dna vyhrabával menší organismy.

## V populární kultuře
Cephalaspis byl znázorněn v první epizodě britského seriálu Putování s pravěkými monstry.

## Galerie

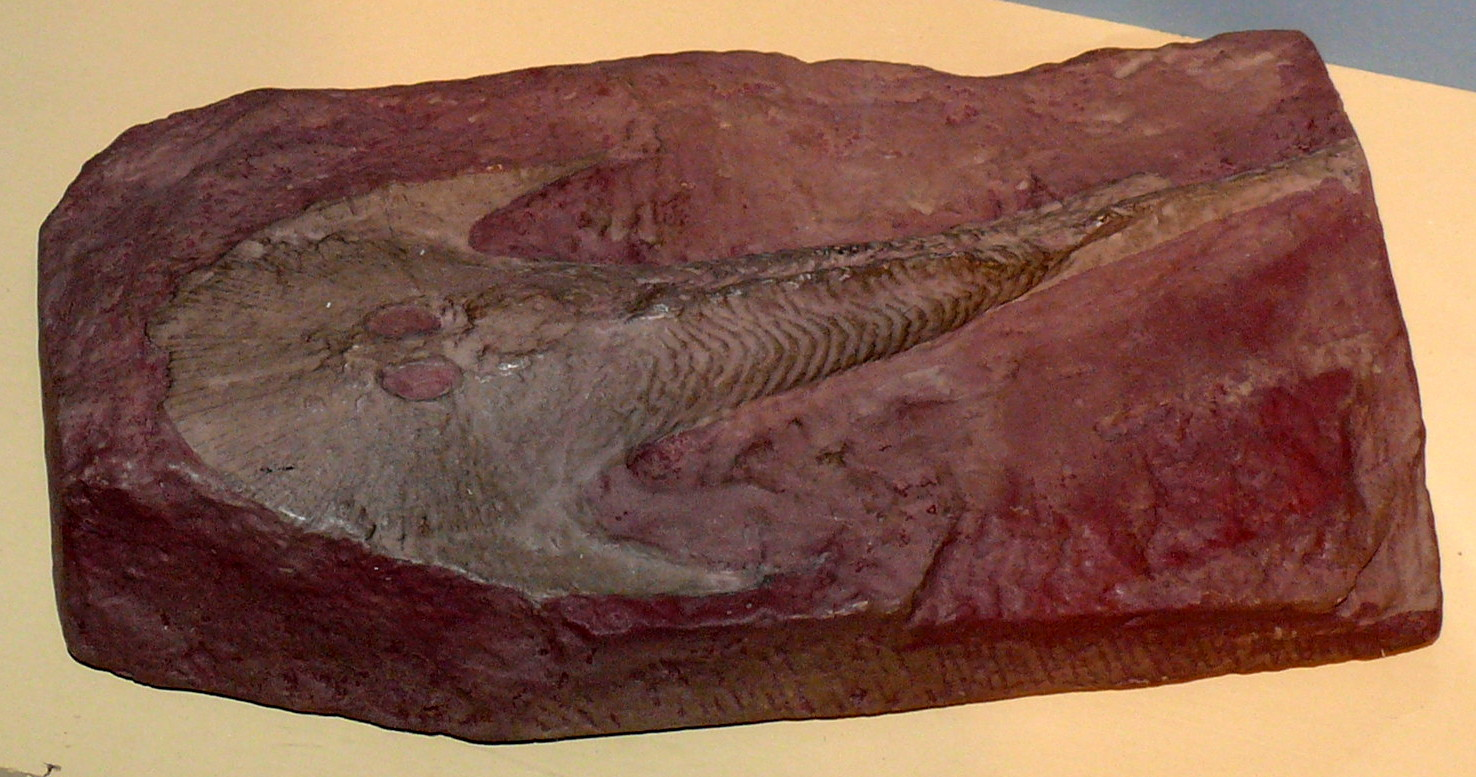
Fosílie
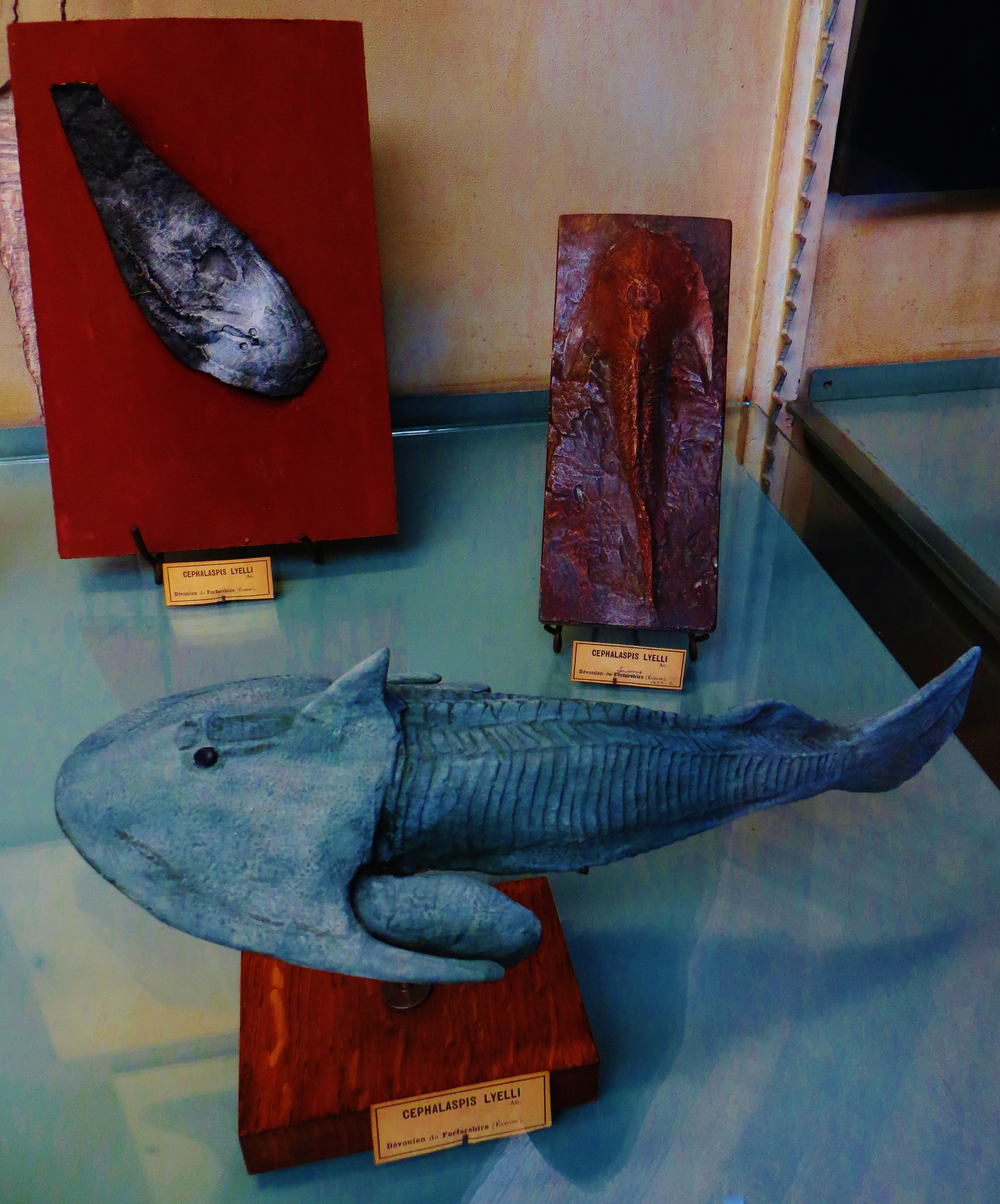
Cephalaspis lyelli
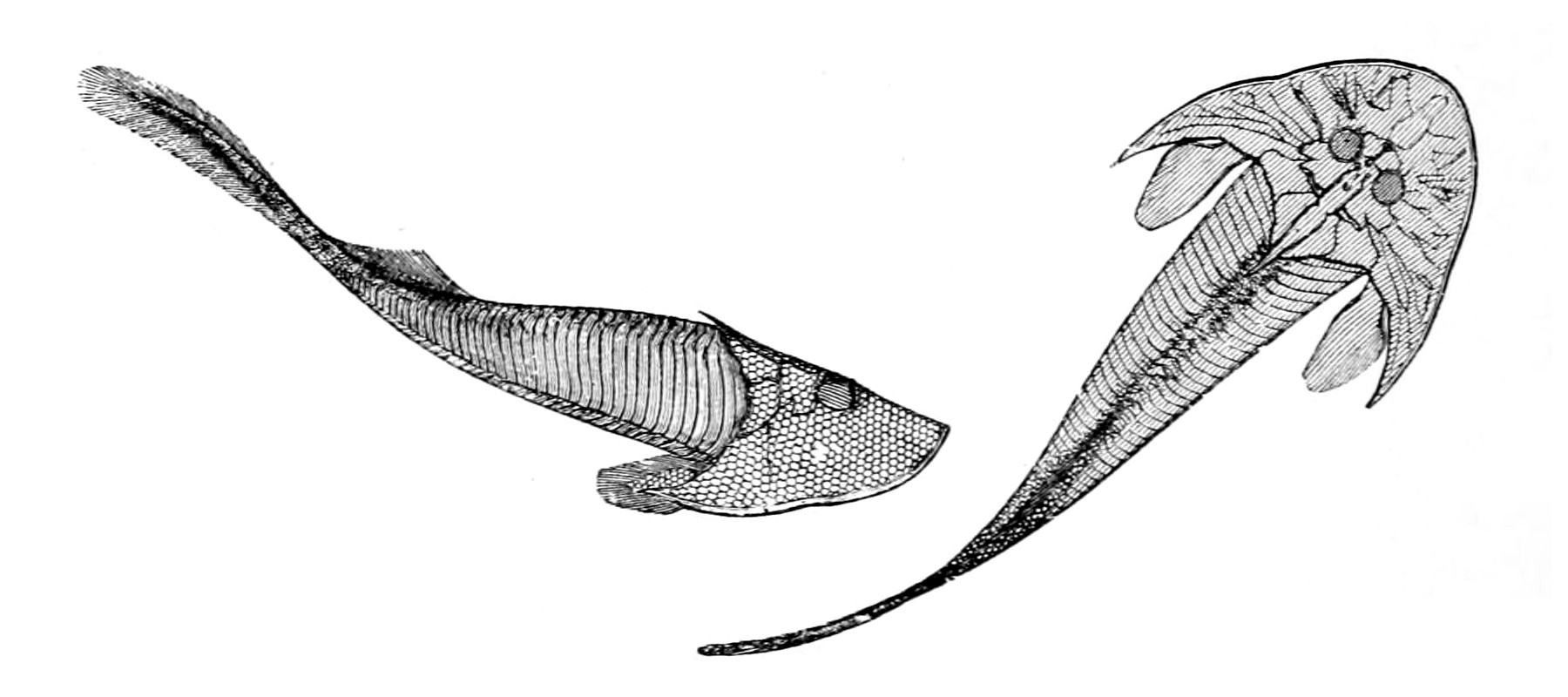
Cephalaspis lyelli